# Kosti, Burgas
Kosti (în bulgară Кости) este un sat în comuna Țarevo, regiunea Burgas,  Bulgaria. 

## Demografie
Componența etnică a satului Kosti
     Romi (3,61%)
     Bulgari (93,97%)
     Nicio identificare (2,4%)
     Altele (0%)
La recensământul din 2011, populația satului Kosti era de 249 locuitori. Din punct de vedere etnic, majoritatea locuitorilor (93,97%) erau bulgari, cu o minoritate de romi (3,61%). Pentru 2,4% din locuitori nu este cunoscută apartenența etnică.